# Adontosternarchus balaenops
Adontosternarchus balaenops é uma espécie de peixe sul-americano de água doce.